# Pseudoterinaea indica
Pseudoterinaea indica är en skalbaggsart som beskrevs av Stefan von Breuning 1940. Pseudoterinaea indica ingår i släktet Pseudoterinaea och familjen långhorningar. Inga underarter finns listade i Catalogue of Life.